# موريس بينيت فلين
موريس بينيت فلين (بالإنجليزية: Maurice Bennett Flynn)‏ هو لاعب كرة قدم أمريكية وممثل أمريكي، ولد في 26 مايو 1892، وتوفي في 6 مارس 1959.

## وصلات خارجية
- موريس بينيت فلين على موقع IMDb (الإنجليزية)